# Nohawilliamsia pirarensis
Nohawilliamsia pirarensis – gatunek roślin z monotypowego rodzaju Nohawilliamsia z rodziny storczykowatych (Orchidaceae). Występuje w Ameryce Południowej w Gujanie, Wenezueli w Regionie Północnym w Brazylii.

## Systematyka
Gatunek sklasyfikowany do podplemienia Oncidiinae w plemieniu Cymbidieae, podrodzina epidendronowe (Epidendroideae), rodzina storczykowate (Orchidaceae), rząd szparagowce (Asparagales) w obrębie roślin jednoliściennych.